# أحمد أباد (عباس الغربي)
أحمد أباد (بالفارسية: احمدآباد) هي منطقة سكنية تقع في إيران في قسم عباس الغربي الريفي. يقدر عدد سكانها بـ 720 نسمة .